# Białoruska Włościańsko-Robotnicza Hromada
Białoruska Włościańsko-Robotnicza Hromada (biał. Беларуская Сялянска-Работніцкая Грамада) – białoruskie lewicowe ugrupowanie polityczne w okresie międzywojennym. Utworzone w 1925 roku, wysuwało żądanie prawa do samostanowienia dla Białorusinów w rozumieniu bolszewickim to znaczy przyłączenia do Białoruskiej Socjalistycznej Republiki Radzieckiej.

## Historia
W wyborach do Sejmu w listopadzie 1922 roku Białorusini wystawili kandydatów w ramach Bloku Mniejszości Narodowych. Do Klubu Białoruskiego weszło 11 posłów i 3 senatorów. Znaleźli się w nim przedstawiciele białoruskiej chadecji, socjaldemokracji i bezpartyjni. Wkrótce większość posłów białoruskich, dostrzegając radykalne nastroje rdzennej ludności zachodniej Białorusi, doszła do przekonania, że tylko poprzez wykorzystanie tego powszechnego niezadowolenia w ramach legalnej partii politycznej można będzie wpłynąć na zmianę stanowiska władz polskich wobec problemu białoruskiego. Dlatego 24 czerwca 1925 roku powstał oddzielny klub poselski Białoruskiej Włościańsko-Robotniczej Hromady. W jego skład weszli m.in. posłowie Bronisław Taraszkiewicz, Symon Rak-Michajłouski, Paweł Wołoszyn, Piotr Miatła. 
Jednocześnie zaczęto w terenie tworzyć nową, masową partię polityczną. Na jej czele stanął Bronisław Taraszkiewicz jako przewodniczący Komitetu Centralnego, jego zastępcą został Szymon Rak-Michajłouski, członkami KC – Paweł Wołoszyn i Piotr Miatła, funkcję kierownika Sekretariatu Centralnego objął Maksim Burcewicz, zaś jego zastępcy – W. Makouski. Komitetowi Centralnemu podlegało 18 powiatowych komitetów: baranowicki, bielski, wołożyński, wołkowicki, wilejski, wileński, grodzieński, dziśnieński, kosawski, lidzki, mołodecki, nowogródzki, postawski, piński, sokolski, słonimski i stołbecki. 
Bronisław Taraszkiewicz opracował statut i program partii, które wydano w Wilnie w 1926 roku. Program łączył sprawy narodowe ze społecznymi. Na plan pierwszy wysunięta została walka o wyzwolenie narodowe ludności białoruskiej. Wszystkie ziemie białoruskie miały być zjednoczone w ramach jednego organizmu państwowego obejmującego ziemie białoruskie od Dźwińszczyny po Pińszczyznę i od Białostocczyzny po Mińszczyznę. Głoszono hasło sojuszu chłopów i robotników, którzy solidarnie mieli walczyć o sprawiedliwy ustrój społeczny, o władzę dla ludzi pracujących. Żądano reformy rolnej korzystnej dla chłopów (ziemia miała pochodzić z rozparcelowanych majątków polskich ziemian i osadników wojskowych), a także edukacji w języku ojczystym. Instytucje kościelne miały być oddzielone od struktur państwowych. 
Hromada wydawała wiele pism m.in. „Жыццё беларуса”, „Беларуская ніва”, „Беларуская справа”, „Народная справа”, „Наша справа”, „Наш голас”, „Наша воля”, „Народны звон”, „Маланка”. Były one często rekwirowane lub zawieszane przez polskie władze. Prawie w każdej wsi białoruskiej powstały struktury Hromady. Jej liczebność osiągnęła ok. 120 tys. członków. Powstało ok. 2 tys. wiejskich komórek partyjnych.
W 1926 roku BWRH zdobyła wpływy w Białoruskim Komitecie w Wilnie – organie koordynującym działalność białoruskich partii i organizacji na terenach północno-wschodnich II RP. Pod koniec 1926 roku działacze Hromady opanowali kierownictwo Towarzystwa Szkoły Białoruskiej, jednej z najbardziej aktywnych białoruskich instytucji społeczno-kulturalnych. Jednocześnie w najwyższych władzach partii szerzyły się silnie wpływy komunistyczne. Władze polskie, dostrzegając realne zagrożenie przejęcia władzy w regionie przez białoruskich działaczy w wyniku demokratycznych procedur, posłużyły się prowokacjami, które miały miejsce podczas powiatowych zjazdów partyjnych. Tak było np. w Białymstoku w listopadzie 1926 roku, a na terenie powiatu bielskiego doszło nawet do pogromu delegatów na zjazd, który miał się odbyć w Starym Berezowie. Jednak dopiero aresztowanie działaczy kierownictwa Hromady oraz aktywistów terenowych przerwało dalszy rozwój partii. Władze nie mogąc jednak wyraźnie osłabić działalności Hromady, ostatecznie zdelegalizowały ją 23 marca 1927 roku. Duży wpływ na ten krok miała też ścisła współpraca z Komunistyczną Partią Zachodniej Białorusi.
Działacze rozwiązanej Hromady utworzyli w grudniu 1927 r. w Wilnie Centralny Wyborczy Komitet Białoruskiego Chłopsko-Robotniczego Zjednoczenia „Zmahanie” za Interesy Chłopów i Robotników, który wprowadził do Sejmu II kadencji 3 posłów. Od końca marca 1928 r. liczył 5 posłów białoruskich. Byli oni skupieni w Białoruskim Klubie Chłopsko-Robotniczym „Zmahanie”, występującym od 1929 roku jako Białoruski Włościańsko-Robotniczy Klub Poselski „Zmahanie”.
W 1930 roku uwięzieni przywódcy Hromady zostali przedterminowo zwolnieni. Część z nich, obawiając się dalszych aresztowań, przedostała się do Białoruskiej Socjalistycznej Republiki Radzieckiej, gdzie pod koniec lat 30. w większości została zabita w ramach czystek stalinowskich. Pozostali w Polsce działacze prowadzili nielegalną działalność partyjną. Na początku 1939 roku w Baranowiczach miała miejsce tajna konferencja kierownictwa Hromady, na której podjęto decyzję doprowadzenia do wybuchu powstania antypolskiego na Polesiu w momencie ataku wojsk niemieckich na Polskę. Został tam skierowany Siargiej Chmara, były dowódca partyzancki z początku lat 20., który w krótkim czasie zorganizował partyzantkę liczącą ok. 5 tys. ludzi. Wybuch powstania uniemożliwiła jednak agresja ZSRR na wschodnie obszary Polski 17 września 1939 roku. W okresie okupacji niemieckiej część byłych działaczy Białoruskiej Włościańsko-Robotniczej Hromady utworzyła konspiracyjną Białoruską Ludową Hromadę.